# Abierto Zapopan 2019
Abierto Zapopan 2019 byl tenisový turnaj pořádaný jako součást ženského okruhu WTA 125K, který se odehrával na dvorcích s tvrdým povrchem Panamerického tenisového centra v Zapopanu. Probíhal mezi 11. až 16. březnem 2019 v mexickém metropolitním okrese Guadalajara jako úvodní ročník turnaje.
Rozpočet turnaje činil 125 tisíc dolarů. Nejvýše nasazenou hráčkou ve dvouhře se stala padesátá druhá tenistka světa Alizé Cornetová z Francie. Jako poslední přímá účastnice do dvouhry nastoupila 124. hráčka žebříčku, Japonka Nao Hibinová.
Premiérovou singlovou trofej v sérii WTA 125K si odvezla 21letá Ruska Veronika Kuděrmetovová. První společnou trofej ve čtyřhře získaly členky americko-maďarského páru Maria Sanchezová a Fanny Stollárová.

## Rozdělení bodů a finančních odměn

### Rozdělení bodů
| Soutěž      | vítězové | finalisté | semifinalisté | čtvrtfinalisté | 16 v kole | 32 v kole | Q | Q2 | Q1 |
| ----------- | -------- | --------- | ------------- | -------------- | --------- | --------- | - | -- | -- |
| dvouhra žen | 160      | 95        | 57            | 29             | 15        | 1         | 6 | 4  | 1  |
| čtyřhra žen | 160      | 95        | 57            | 29             | 1         | —         | — | —  | —  |

### Finanční odměny
| Soutěž                                | vítězové | finalisté | semifinalisté | čtvrtfinalisté | 16 v kole | 32 v kole | Q2    | Q1    |
| ------------------------------------- | -------- | --------- | ------------- | -------------- | --------- | --------- | ----- | ----- |
| dvouhra žen                           | 20 000 $ | 11 000 $  | 6 000 $       | 4 000 $        | 2 000 $   | 1 050 $   | 600 $ | 400 $ |
| čtyřhra žen                           | 5 500 $  | 2 700 $   | 1 400 $       | 750 $          | 450 $     | —         | —     | —     |
| částka ve čtyřhrách je uvedena na pár |          |           |               |                |           |           |       |       |

## Ženská dvouhra

### Nasazení
| Stát                          | Hráčka                    | WTA | Nasazení |
| ----------------------------- | ------------------------- | --- | -------- |
| Argentina                     | Alizé Cornetová           | 52. | 1.       |
| Slovensko                     | Anna Karolína Schmiedlová | 63. | 2.       |
| Německo                       | Tatjana Mariová           | 69. | 3.       |
| Rumunsko                      | Irina-Camelia Beguová     | 70. | 4.       |
| Rusko                         | Jevgenija Rodinová        | 71. | 5.       |
| Španělsko                     | Lara Arruabarrenová       | 88. | 6.       |
| Česko                         | Kristýna Plíšková         | 90. | 7.       |
| Polsko                        | Magda Linetteová          | 92. | 8.       |
| Žebříček WTA k 4. březnu 2019 |                           |     |          |

### Jiné formy účasti
Následující hráčky obdržely divokou kartu do hlavní soutěže:
- Giuliana Olmosová
- Renata Zarazúová
- Sofja Žuková

Následující hráčky si zajistily postup do hlavní soutěže v kvalifikaci:
- Natalija Kostićová
- Varvara Lepčenková
- Conny Perrinová
- Wang Si-jü

Následující hráčky  postoupily jako tzv. šťastné poražené:
- Paula Badosová
- Katarina Zavacká

### Odhlášení
před zahájením turnaje
- Mona Barthelová → nahradila ji  Fiona Ferrová
- Eugenie Bouchardová → nahradila ji  Anhelina Kalininová
- Margarita Gasparjanová → nahradila ji  Vitalija Ďjačenková
- Dalila Jakupovićová → nahradila ji  Sara Erraniová
- Pauline Parmentierová → nahradila ji  Anna Blinkovová
- Anastasija Potapovová → nahradila ji  Paula Badosová
- Sara Sorribesová Tormová → nahradila ji  Katarina Zavacká
- Taylor Townsendová → nahradila ji  Ana Bogdanová
- Stefanie Vögeleová → nahradila ji  Heather Watsonová
- Wang Ja-fan → nahradila ji  Yanina Wickmayerová
- Tamara Zidanšeková → nahradila ji  Marie Bouzková
- Věra Zvonarevová → nahradila ji  Olga Danilovićová

## Ženská čtyřhra

### Nasazení
| Stát                                                                      | Hráčka            | Stát     | Hráčka               | WTA  | Nasazení |
| ------------------------------------------------------------------------- | ----------------- | -------- | -------------------- | ---- | -------- |
| Japonsko                                                                  | Miju Katová       | Japonsko | Makoto Ninomijová    | 80.  | 1.       |
| Japonsko                                                                  | Nao Hibinová      | USA      | Desirae Krawczyková  | 117. | 2.       |
| Chile                                                                     | Alexa Guarachiová | USA      | Sabrina Santamariová | 144. | 3.       |
| Rusko                                                                     | Anna Blinkovová   | Rusko    | Alexandra Panovová   | 150. | 4.       |
| Žebříček WTA k 4. březnu 2019; číslo je součtem umístění obou členek páru |                   |          |                      |      |          |

### Jiné formy účasti
Následující pár obdržel divokou kartu do hlavní soutěže:
- Conny Perrinová /  Sofja Žuková

## Přehled finále

### Ženská dvouhra
- Veronika Kuděrmetovová vs.  Marie Bouzková, 6–2, 6–0

### Ženská čtyřhra
- Maria Sanchezová /  Fanny Stollárová vs.  Cornelia Listerová /  Renata Voráčová, 7–5, 6–1